# Jenny Wright
Jennifer G. Wright (New York, 23 maart 1962) is een Amerikaanse actrice. Ze maakte haar filmdebuut in de muziekfilm Pink Floyd: The Wall uit 1982 en verscheen hetzelfde jaar ook in de dramafilm The World According to Garp met de rol van Cushie.